# 头颅圣髑圣西尔维斯特堂
头颅圣髑圣西尔维斯特堂（拉丁語：S. Silvestri in Capite）是罗马的一座罗马天主教次级圣殿和司鐸級樞機领衔聖堂 ，敬礼教宗西尔维斯特一世。此堂为英国在罗马的国家教堂。
此堂入口左侧的小堂保存有圣若翰洗者的头颅圣髑。罗马另有一座圣西尔维斯特堂，为奎利那雷山圣西尔维斯特堂（San Silvestro al Quirinale）。
8世纪，教宗保禄一世和教宗斯德望三世在阿波罗神庙的废墟上，兴建一座聖堂，容纳来自基督徒墓窟的圣人和殉道者圣髑。1198年，重修此堂时增建了钟楼。
1591-1601年，建筑师沃耳特拉（Volterra）和玛德尔诺（Maderno）重修此堂。1601年新聖堂祝圣时，教宗西尔维斯特一世、教宗斯德望一世和教宗狄约尼削的圣髑迁葬于正祭台下。
1890年，教宗良十三世将此堂赠给英国天主教徒，由爱尔兰修士管理，弥撒使用英语。此堂为英国在罗马的国家聖堂。

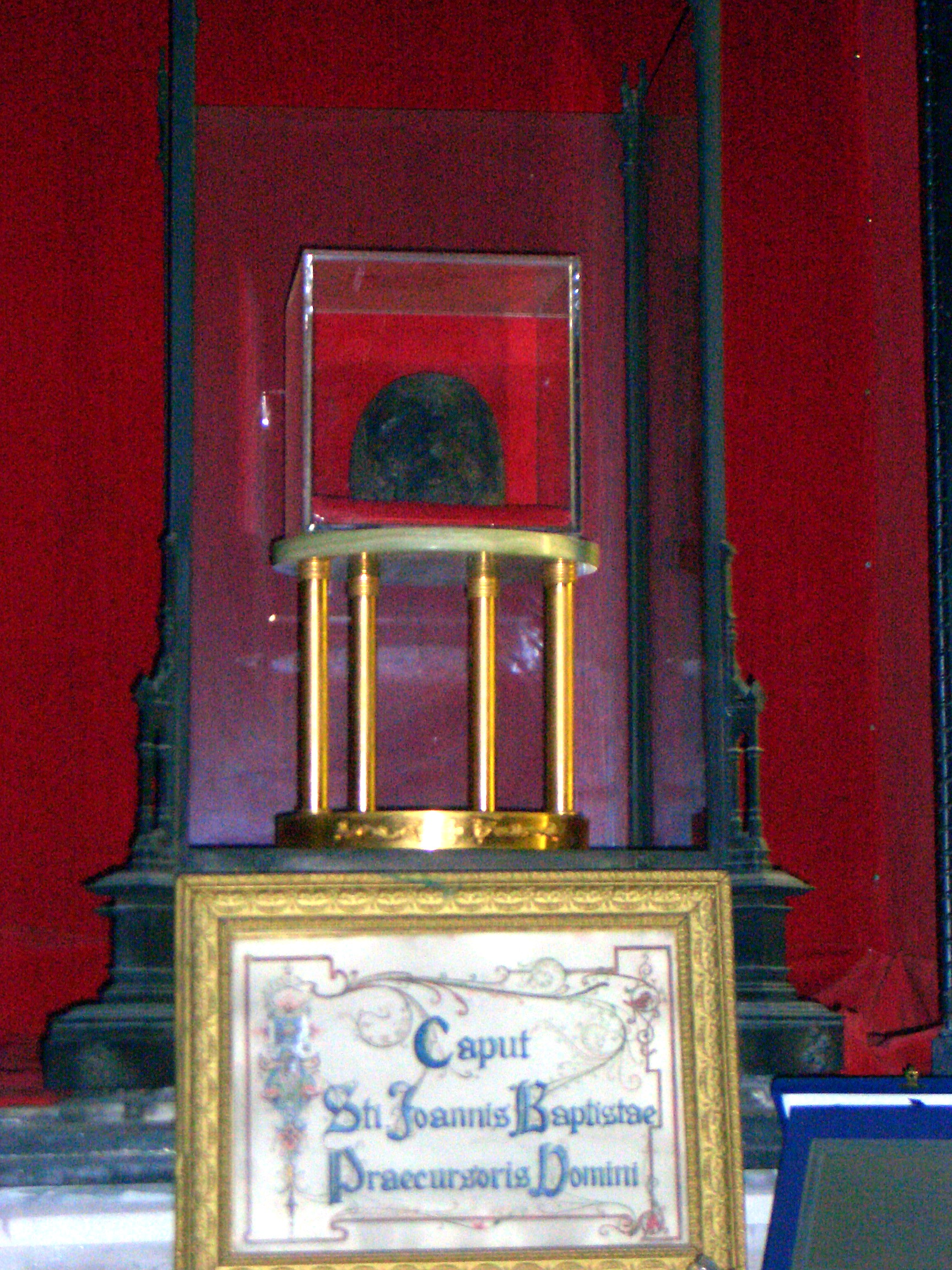
圣若翰洗者的头颅圣髑